# Mehlingen

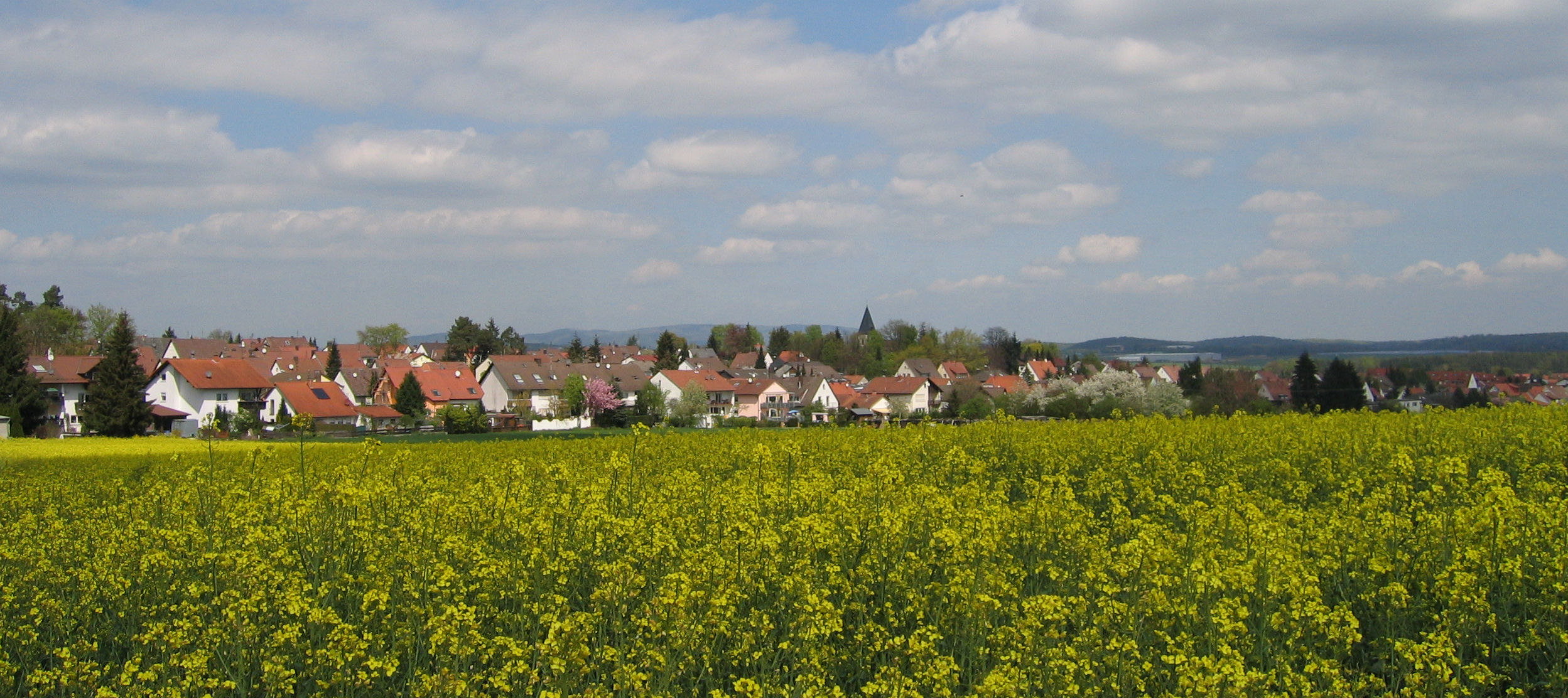
Blick auf Mehlingen

Mehlingen ist mit rund 3800 Einwohnern die drittgrößte Ortsgemeinde der Verbandsgemeinde Enkenbach-Alsenborn im rheinland-pfälzischen Landkreis Kaiserslautern. Bekanntheit erlangte die Gemeinde durch die Mehlinger Heide, die in Deutschland die zweitgrößte ihrer Art darstellt.

## Geographie

### Geographische Lage
Die Gemeinde Mehlingen besteht aus den Gemeindeteilen Baalborn, Neukirchen und Mehlingen sowie den Annexen Fröhnerhof und Niedermehlingerhof. Mehlingen und Neukirchen sind baulich inzwischen zusammengewachsen. Nachbargemeinden sind – im Uhrzeigersinn – Sembach, Enkenbach-Alsenborn, Kaiserslautern und Otterberg. Weiter nördlich existiert eine unbewohnte Exklave, die im Uhrzeigersinn am Lohnsfeld, Wartenberg-Rohrbach, Otterberg und Winnweiler grenzt.
Mehlingen liegt auf einer Hochfläche, die schon vor dem Dreißigjährigen Krieg „der Kreis“ – pfälzisch: „Uffm Craiß“ – genannt wurde.
Schon damals bezeichneten sich die in Alsenborn amtierenden reformierten Pfarrer, die auch Neukirchen, Mehlingen, Baalborn, Sembach und Rohrbach zu betreuen hatten, als „Pfarrer auf dem Craiß“.
Auch im Schatzungsbelagregister des Oberamtes Lautern des Jahres 1656 und in anderen Archivalien findet sich diese Benennung, die in einer von Südwesten nach Nordosten sich neigenden Hochfläche besteht, die nach drei Seiten abfällt und nach Norden ins Nordpfälzische Bergland übergeht.
Warum die Gegend Kreis genannt wurde, kann nur vermutet werden. Vertreten wird zum Beispiel die Ansicht, dass der Name eine Rodungsinsel bezeichnet oder dass dem Wort Craiß das mittelhochdeutsche ris = Reis oder Zweig zugrunde liegt, sodass es richtiger wäre, „Gereis“ zu schreiben. Gereis aber würde eine Vielzahl von Gezweig bedeuten. Die heute als Kreis bezeichnete Hochfläche wäre demnach eine mit viel Gebüsch bewachsene Gegend gewesen.

### Erhebungen
Unmittelbar an der Grenze zu Otterberg erstreckt sich der Gerenberg und im Südosten der Gemarkung der Egersberg.

### Gewässer
Der Eselsbach bildet im Süden über weite Strecken die Gemarkungsgrenze zu Enkenbach-Alsenborn und Kaiserslautern. Mitten im Siedlungsgebiet entspringt der Schwarzbach, der nach Osten fließt und jenseits des Gemeindegebiets in die Alsenz mündet, genau wie der im Nordwesten entspringende und nach Norden verlaufende Lohnsbach.

### Geologie und Klima
Innerhalb der Gemeindegemarkung geht der Pfälzerwald samt seinem Teilbereich Otterberger Wald in das Nordpfälzer Bergland über. Die Gegend gehört geologisch dem Mittleren oder Hauptbuntsandstein an, den man unterteilt in die Trifels-, Rehberg- und Karlstalschichten.
So verschieden wie die geologischen Formen des Gesteins, so unterschiedlich sind ebenso die Bodenarten und damit die Anteile an Wald, Wiesen und Ackerland. Die Hochfläche ist großteils waldfrei und bietet daher dem Wind keinen nennenswerten Widerstand. Gewöhnlich kommt der Wind aus Westen und bringt genügend Regen für den lehm- und lösshaltigen Boden, nicht jedoch für den leichten Sandboden.

## Geschichte
Die Abtei Otterberg besaß vor Ort Güter. Bis zum Ende des 18. Jahrhunderts gehörte die Gemeinde zur Grafschaft Wartenberg.
Von 1798 bis 1814, als die Pfalz Teil der Französischen Republik (bis 1804) und anschließend Teil des Napoleonischen Kaiserreichs war, war Otterbach in den Kanton Otterberg eingegliedert. 1815 gehörte der Ort zunächst zu Österreich. Ein Jahr später wechselte er in das Königreich Bayern. Von 1818 bis 1862 gehörte er dem Landkommissariat Kaiserslautern an; aus diesem ging das Bezirksamt Kaiserslautern hervor.
Ab 1939 war der Ort Bestandteil des Landkreises Kaiserslautern. Im selben Jahr wurden die Nachbarorte Neukirchen und Baalborn eingemeindet. Nach dem Zweiten Weltkrieg wurde Mehlingen innerhalb der französischen Besatzungszone Teil des 1946 neu gebildeten Landes Rheinland-Pfalz. Vier Jahre später wurde Baalborn wieder selbständig. Im Zuge der ersten rheinland-pfälzischen Verwaltungsreform wurde Baalborn am 7. Juni 1969 erneut nach Mehlingen eingemeindet. 1972 wurde Mehlingen in die Verbandsgemeinde Enkenbach-Alsenborn eingegliedert, die in dieser Form bis 2014 bestand und dann mit der Verbandsgemeinde Hochspeyer zu einer größeren Verbandsgemeinde Enkenbach-Alsenborn fusioniert wurde.

## Religionen

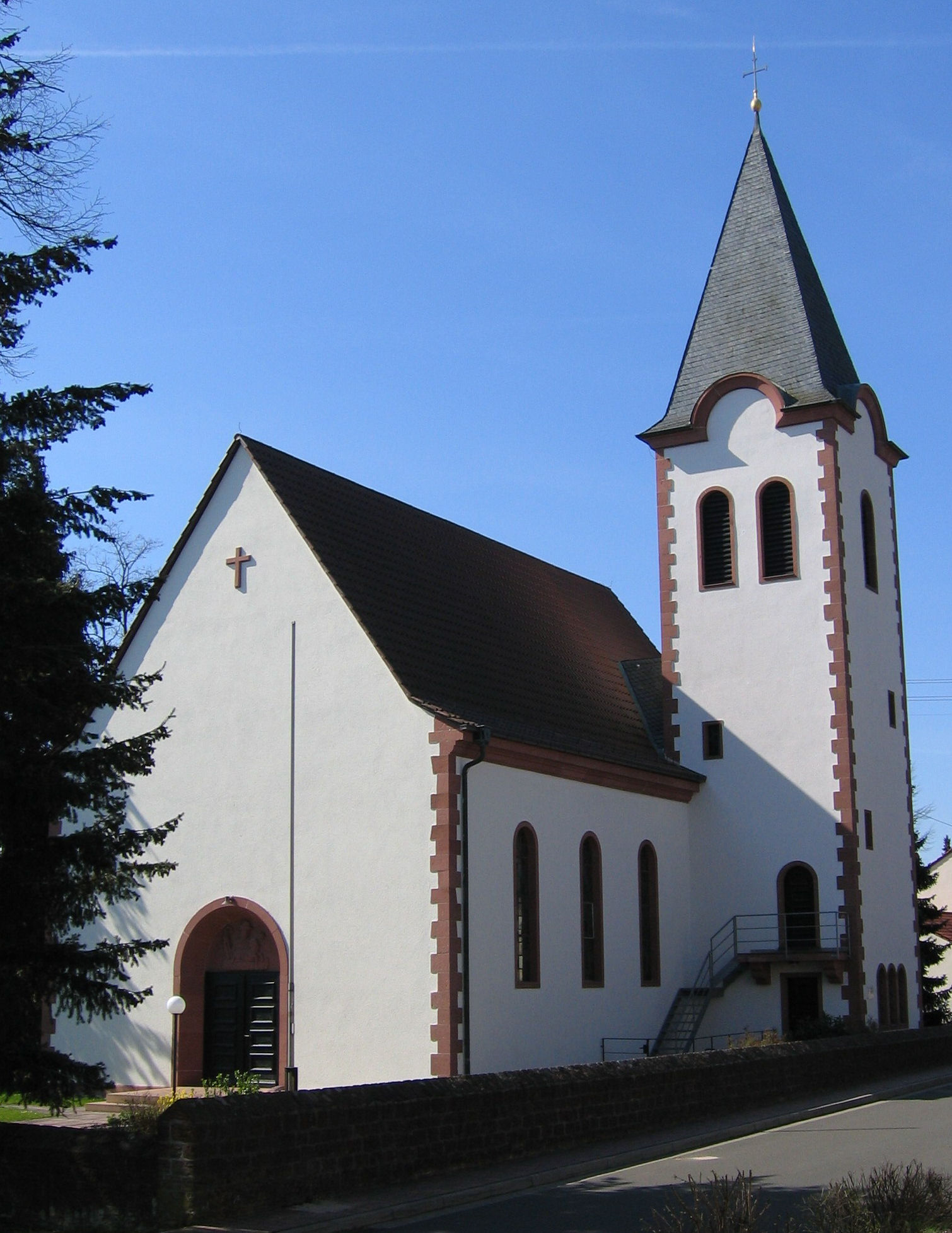
Protestantische Kirche in Mehlingen

Die erste christliche Kirche im Ort wurde wohl im 13. Jahrhundert erbaut, genaue Daten sind nicht bekannt.

### Protestanten
Von der Reformation bis zum Dreißigjährigen Krieg gab es im Ort eine reformierte Pfarrei. Nach dem Kriegsende gehörten die Reformierten zur Kirche in Rohrbach. Die Lutheraner waren zuerst nach Sembach eingepfarrt, desgleichen die Mennoniten. Offensichtlich gehörten nach dem Ende der reformierten Pfarrei Neukirchen die drei Dörfer auf dem Kreis zu Alsenborn.
1721 entstand die reformierte Pfarrei Sembach, zu der Mehlingen, Baalborn und Wartenberg-Rohrbach gehörten.
Die Lutheraner, die nur einen geringen Teil der Bevölkerung ausmachten, waren ebenfalls nach verschiedenen Orten gepfarrt, so Neukirchen nach Kaiserslautern, Mehlingen nach Münchweiler, ebenso Baalborn, das aber später erst von Kaiserslautern, dann von Otterberg aus betreut wurde. Ab 1776 gehörten alle drei Dörfer, soweit sie lutherisch waren, nach Sembach, das mit Unterstützung des Grafen von Wartenberg eine eigene lutherische Kirche bauen konnte. Vorher mussten Taufen und Trauungen in Privathäusern und Trauerfeiern unter freiem Himmel abgehalten werden.
Mit der Vereinigung der Reformierten und Lutheraner im Jahr 1818 gehörten die Protestanten von Neukirchen und Enkenbach zur Pfarrei Alsenborn, die Protestanten von Mehlingen und Baalborn besuchten die Kirche in Sembach. 1951 wurde Enkenbach mit Neukirchen eine eigene Pfarrei. 1954 schied Neukirchen aus der Kirchengemeinde Enkenbach aus, ebenso Mehlingen aus der Kirchengemeinde Sembach. Aus beiden wurde die neue Kirchengemeinde Mehlingen gebildet. Seit 1960 ist Enkenbach eine eigene Pfarrei mit Mehlingen als Tochtergemeinde.

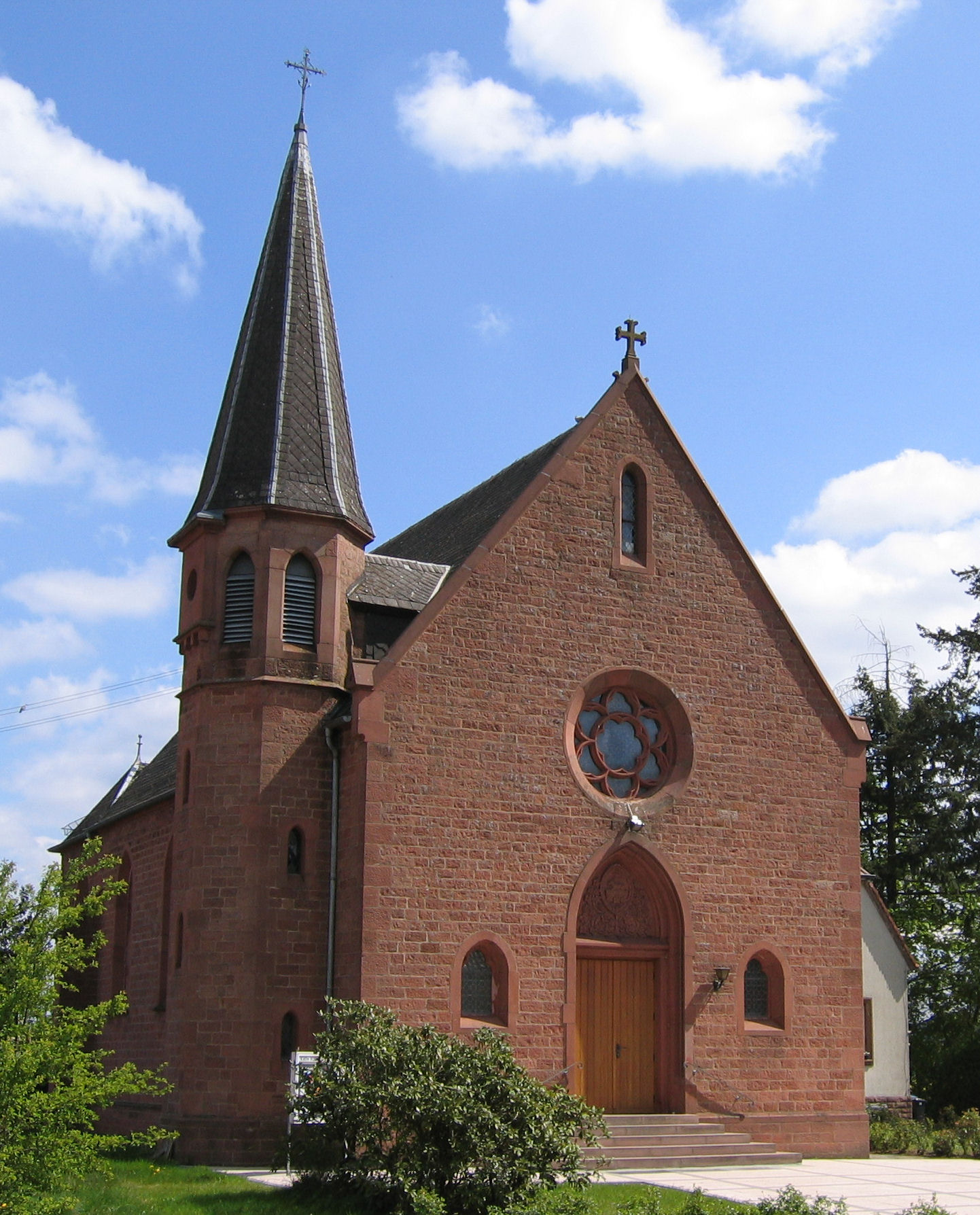
Katholische Kirche in Mehlingen

### Katholiken
Die Katholiken waren seit der Reformation nach Enkenbach eingepfarrt. Die heutige katholische Kirche St. Anton wurde 1898 erbaut (Architekt Wilhelm Schulte I.). 1926 baute die Kirchengemeinde ein eigenes Pfarrhaus, die Voraussetzungen für die Besetzung mit einem Seelsorger. 1959 wurde die Kuratie Mehlingen-Neukirchen geschaffen, der Baalborn, Rohrbach, Wartenberg, Daubenbornerhof, Fröhnerhof und Eselsfürth zugeordnet sind. Zur Kuratie zählen 981 Pfarrangehörige, die unter 3072 Nichtkatholiken leben.

### Täuferbewegung
Am Wohnhaus Maurer ist seit 2017 eine Informationstafel unter dem Motto Täuferspuren in der Pfalz angebracht.

### Juden

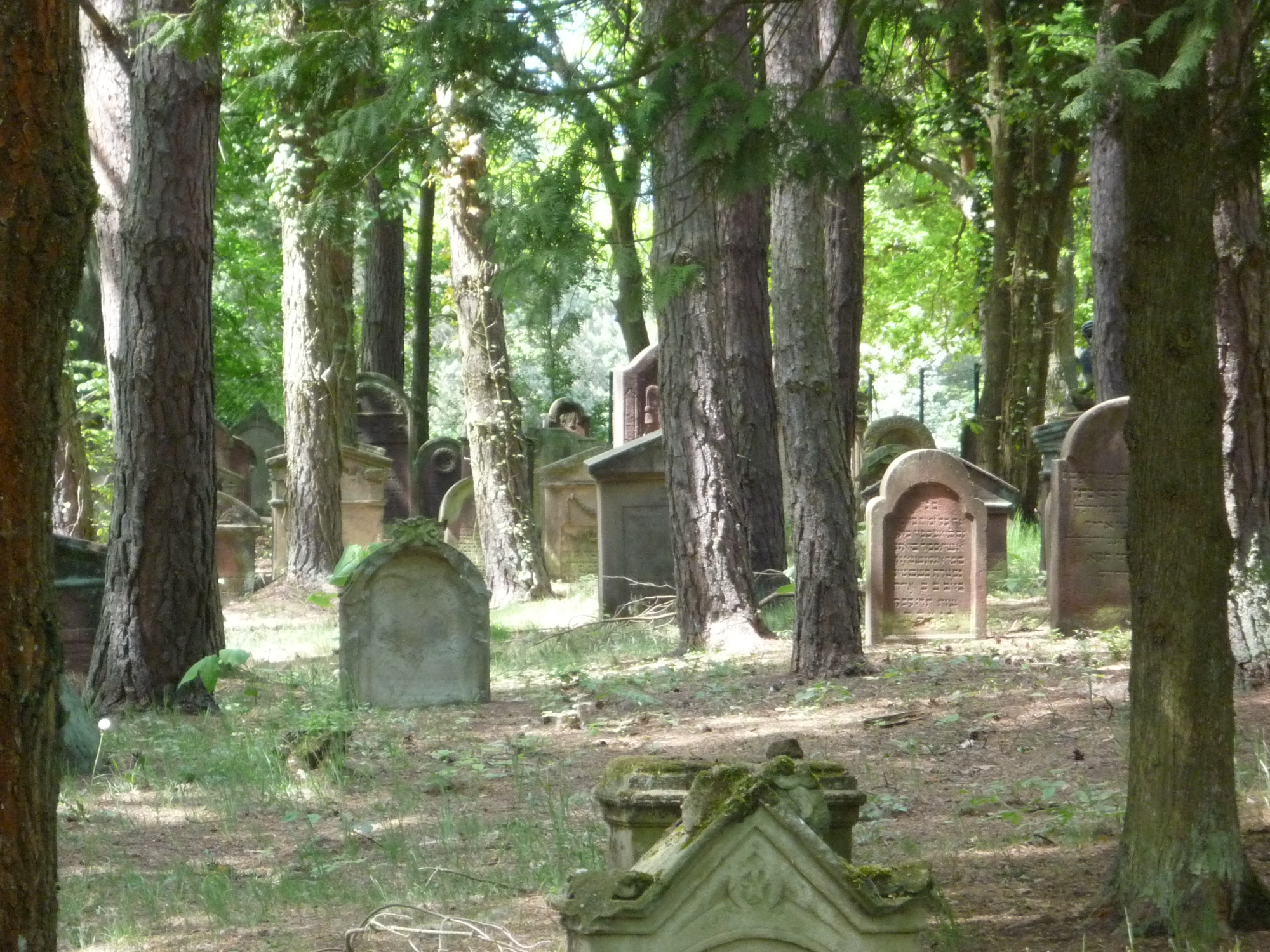
Jüdischer Friedhof in Mehlingen

Um 1800 gab es in Mehlingen etwa 12 bis 15 jüdische Familien, in Sembach mehr als die doppelte Zahl, in Neukirchen und Baalborn hingegen gar keine. Der Grund dafür war, dass Neukirchen und Baalborn vor 1800 zur Kurpfalz gehörten, Mehlingen und Sembach zur Grafschaft Wartenberg. Während die Kurpfalz den Zuzug der Juden durch erhöhtes Einzugsgeld und andere Benachteiligungen erschwerte, mussten sie unter den Wartenbergern weniger Schikanen erdulden.
Im 19. Jahrhundert lebten zeitweise bis zu 80 jüdische Einwohner in Mehlingen, die auch eine eigene Schule errichtet hatten. Sie wanderten jedoch nach und nach in die umliegenden Städte ab, bis 1860 nur noch 24 Juden im Ort lebten. Zurückgeblieben waren die verarmten, älteren Bürger. Nachdem mit deren Tod die Zahl der Juden im Jahr 1920 auf acht Personen zurückging, lebten zu Beginn der Zeit des Nationalsozialismus keine Juden mehr in Mehlingen.
In der Gegenwart zeugt an der Mehlinger Heide der jüdische Friedhof von der früheren Existenz der Glaubensgemeinde. Dessen Fläche, die seit Jahrzehnten weitestgehend sich selbst überlassen wird, ist jedoch eingezäunt und nicht zum Betreten vorgesehen. Teilweise wurden die Verstorbenen ebenso in Winnweiler bestattet.

## Politik

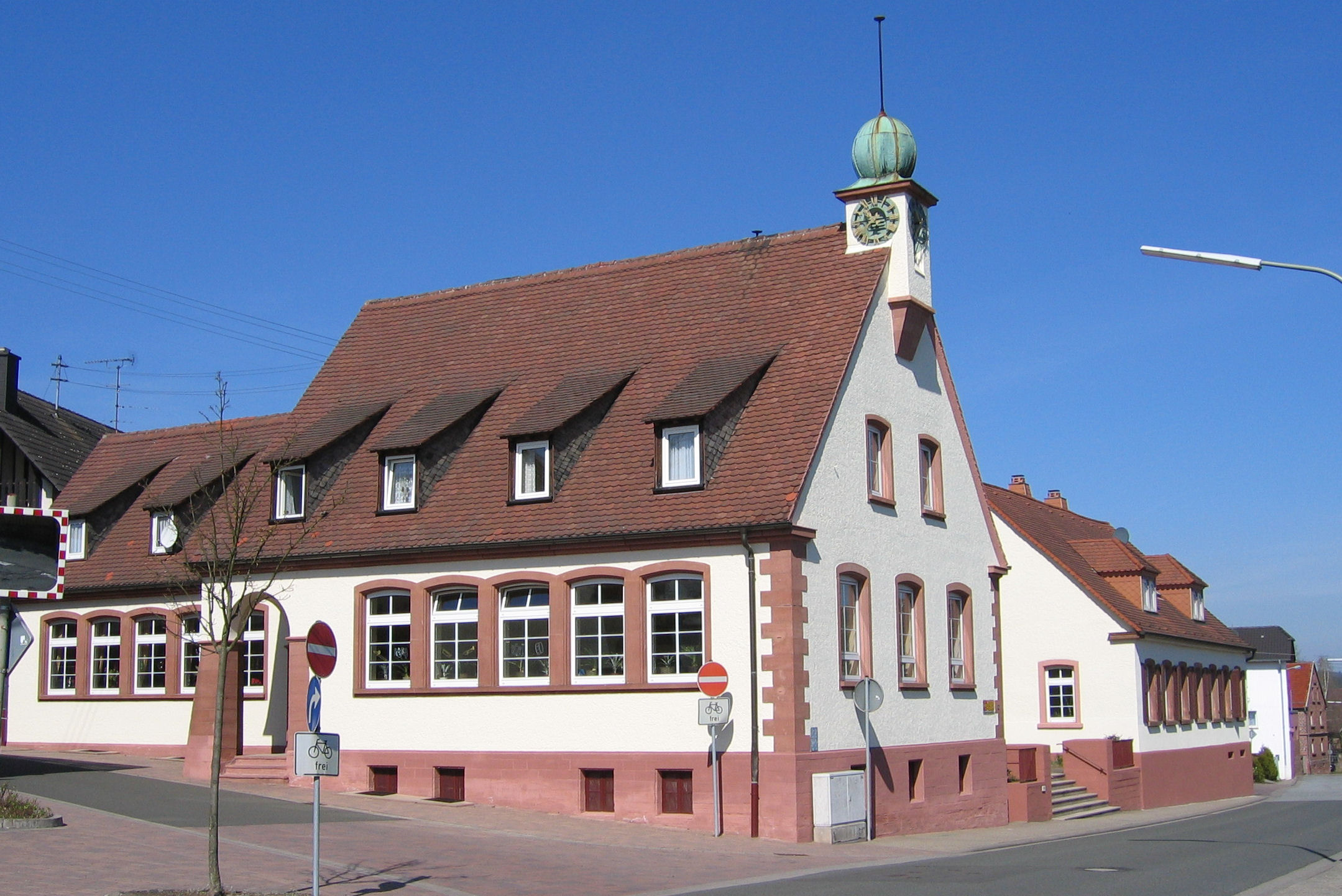
Ehemaliges Schul- und Verwaltungsgebäude

Der Gemeinderat glaubte im Jahre 1969, mit dem Zusammenschluss der Ortsteile Neukirchen, Mehlingen und Baalborn zur Gemeinde Mehlingen seinen Beitrag zu der von der Landesregierung geforderten Bildung größerer Verwaltungseinheiten geleistet zu haben. Doch die Landesregierung regte an, dass die Gemeinden Enkenbach-Alsenborn, Mehlingen, Sembach und Neuhemsbach eine Verbandsgemeinde bilden sollten. Trotz mehrfach geäußerter Bedenken (die Einheimischen zogen einen Zusammenschluss mit Sembach und Wartenberg-Rohrbach vor) wurde auf der Grundlage des Dreizehnten Landesgesetzes über die Verwaltungsvereinfachung im Lande Rheinland-Pfalz vom 1. März 1972, mit Wirkung vom 22. April 1972, die Verbandsgemeinde Enkenbach-Alsenborn geschaffen.

### Gemeinderat
Der Gemeinderat in Mehlingen besteht aus 20 Ratsmitgliedern, die bei der Kommunalwahl am 9. Juni 2024 in einer personalisierten Verhältniswahl gewählt wurden, und der ehrenamtlichen Ortsbürgermeisterin als Vorsitzender.
Die Sitzverteilung im Gemeinderat:
| Wahl | SPD | CDU | FDP | FWG | Gesamt   |
| ---- | --- | --- | --- | --- | -------- |
| 2024 | 8   | 5   | 3   | 4   | 20 Sitze |
| 2019 | 9   | 4   | 3   | 4   | 20 Sitze |
| 2014 | 9   | 5   | 2   | 4   | 20 Sitze |
| 2009 | 8   | 5   | 3   | 4   | 20 Sitze |
| 2004 | 9   | 5   | 1   | 5   | 20 Sitze |

- FWG = Freie Wählergruppe Mehlingen e. V.

### Bürgermeister
Kristina Zick wurde am 27. August 2024 Ortsbürgermeisterin von Mehlingen. Bei der Stichwahl am 23. Juni 2024 hatte sie sich mit einem Stimmenanteil von 50,6 % durchgesetzt, nachdem bei der Direktwahl am 9. Juni 2024 keiner der drei Bewerber eine ausreichende Mehrheit erreicht hatte.
Ortsbürgermeister der Ortsgemeinde Mehlingen seit Gründung der Verbandsgemeinde Enkenbach-Alsenborn im Jahr 1972 waren:
| Name                   | Partei | Beginn          | Ende              |
| ---------------------- | ------ | --------------- | ----------------- |
| Wilhelm „Willi“ Kafitz |        | 20. Juli 1972   | 10. Juli 1974     |
| Werner Urschel         |        | 10. Juli 1974   | 30. Juni 1979     |
| Wilhelm „Willi“ Kafitz |        | 4. Juli 1979    | 14. August 1989   |
| Dieter Göttel          |        | 15. August 1989 | 2. Januar 1995    |
| Jürgen Metz            |        | 28. März 1995   | 28. Dezember 2001 |
| Barbara Huber-Sehi     | SPD    | 26. März 2002   | 7. Juni 2009      |
| Horst Brennemann       | SPD    | 7. Juni 2009    | 4. Juli 2014      |
| Monika Rettig          | SPD    | 4. Juli 2014    | 27. August 2024   |
| Kristina Zick          | SPD    | 27. August 2024 |                   |

### Gemeindewappen
| Wappen von Mehlingen | Blasonierung: „In Gold auf gewölbtem grünem Boden ein blaugekleideter Mann mit goldenen Schuhen und einer großen blauen Zipfelmütze mit silbernem Rand und goldenem Bommel, in der Rechten einen silbernen Kolben tragend, die Linke in die Hüfte gestützt.“ |
| Wappen von Mehlingen | Wappenbegründung: Dieses Wappen soll an die Herren und späteren Reichsgrafen von Wartenberg erinnern, die als Reichsministeriale und Gefolgsleute der Staufer im 12. Jahrhundert die Verbindung mit dem Alzeyer Raum hielten. Das 1936 verliehene Gemeindewappen zeigt im goldenen Feld auf grünem Boden einen blau gekleideten Zipfelmützenträger, der in der rechten Hand einen weißen Streitkolben erhebt. Das Adelsgeschlecht war in allen im heutigen Mehlingen aufgegangenen Gemeinden bis zum Ausbruch der Französischen Revolution begütert. In Mehlingen hatten sie sogar jahrhundertelang die Ortsherrschaft inne. |

## Kultur und Sehenswürdigkeiten

### Bauwerke
Kulturdenkmäler

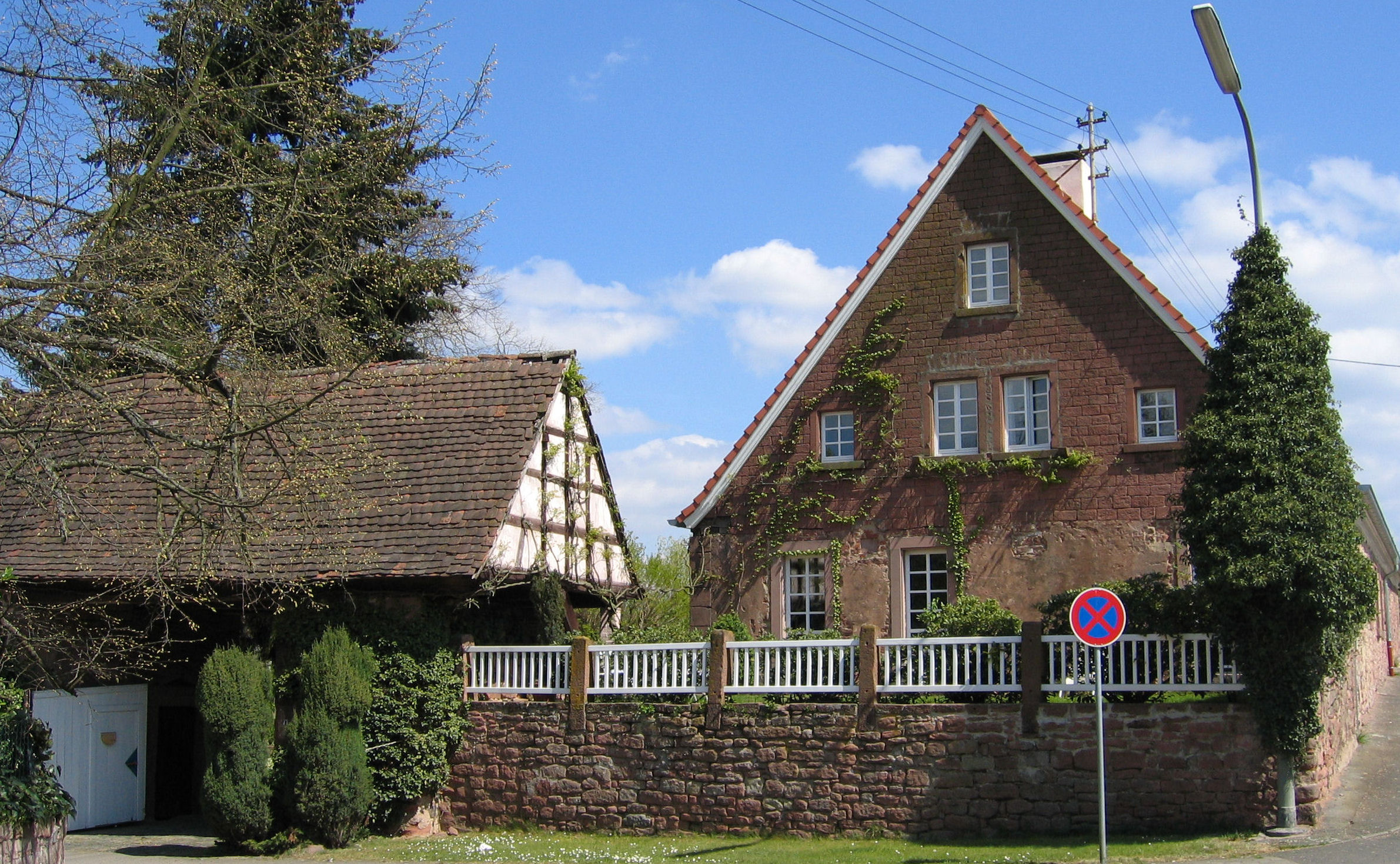
Denkmalgeschützter Sickingern'scher Hof

Der jüdische Friedhof ist als Denkmalzone ausgewiesen.
Hinzu kommen insgesamt 20 Einzelobjekte, die unter Denkmalschutz stehen, darunter der ortshistorisch bedeutsame Sickingen’sche Hof, der erstmals 1285 erwähnt wurde und in der heutigen Form seit 1801 besteht.
Parfüm-Museum
Auf dem Werksgelände der Grün Parfüm & Kosmetik Produktions GmbH im Mehlinger Ortsteil Baalborn liegt das Parfuem-Museum. Ursprünglich sollte es ein „normales“ Museum werden, in dem die jahrelang gesammelten Parfümflacons zu sehen sind. Jedoch animierte der Film „Das Parfum“ (Verfilmung des Buches Das Parfum von Patrick Süskind) zu einer speziellen Charaktergebung. Es wurden Kulissen erschaffen, die einen beim Betreten des Museums in das Zeitalter des 17. und 18. Jahrhunderts versetzen sollen. Feuchte Keller und die riesige Destille in einem Kellergewölbe und hunderte verstaubte Flaschen in verschiedensten Formen, gefüllt mit Essenzen, aus aller Welt unterstreichen die Atmosphäre.
Menhire
Mit dem Menhir I von Mehlingen existiert vor Ort ein Monolith. Hinzu kommen außerdem zwei weitere Menhire.

### Natur

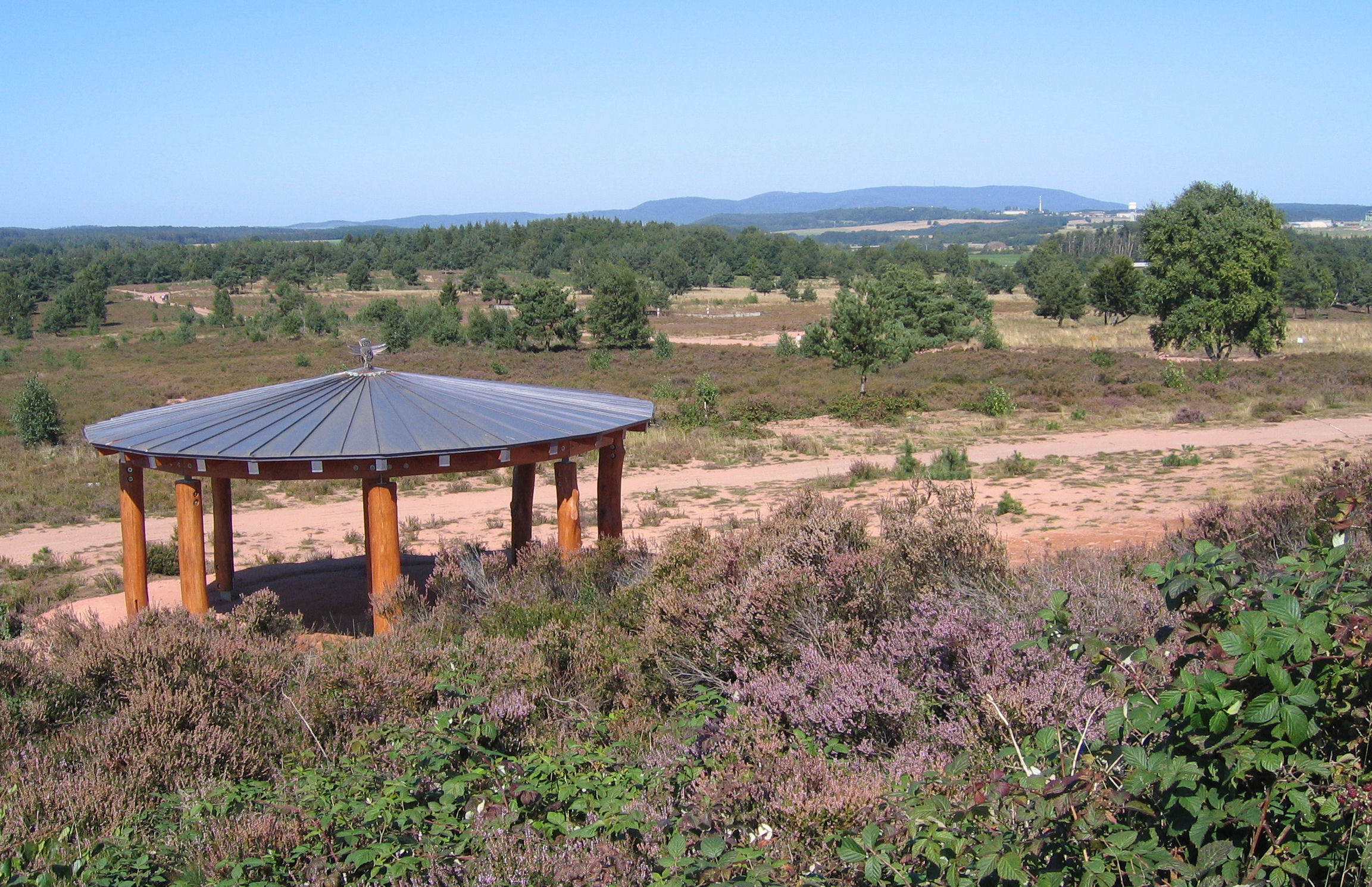
Naturschutzgebiet Mehlinger Heide

Die Mehlinger Heide ist als Naturschutzgebiet ausgewiesen. Zudem existieren im Gemeindegebiet drei Naturdenkmale, darunter der Husarenbrunnen.

## Wirtschaft und Infrastruktur

### Wirtschaft
Mehlingen ist Sitz des Entsorgungsunternehmens Jakob Becker. Im Westen der Gemarkung befindet sich außerdem der in den Jahren 1998 und 2014 errichtete Windpark Kapiteltal. Seit 2016 befand sich in der Gemeinde die Brauerei Schnorres, die 2023 ihren Sitz nach Winnweiler verlegte.

### Militär
Die auf dem Gemeindegebiet befindliche Mehlinger Heide war in Teilen bereits zur Zeit des Ersten Weltkrieges als Truppenübungsplatz angelegt worden. Nach dem Zweiten Weltkrieg war vor Ort bis 1992 die Mehlingen Communications Annex der United States Air Forces in Europe – Air Forces Africa stationiert.

### Verkehr

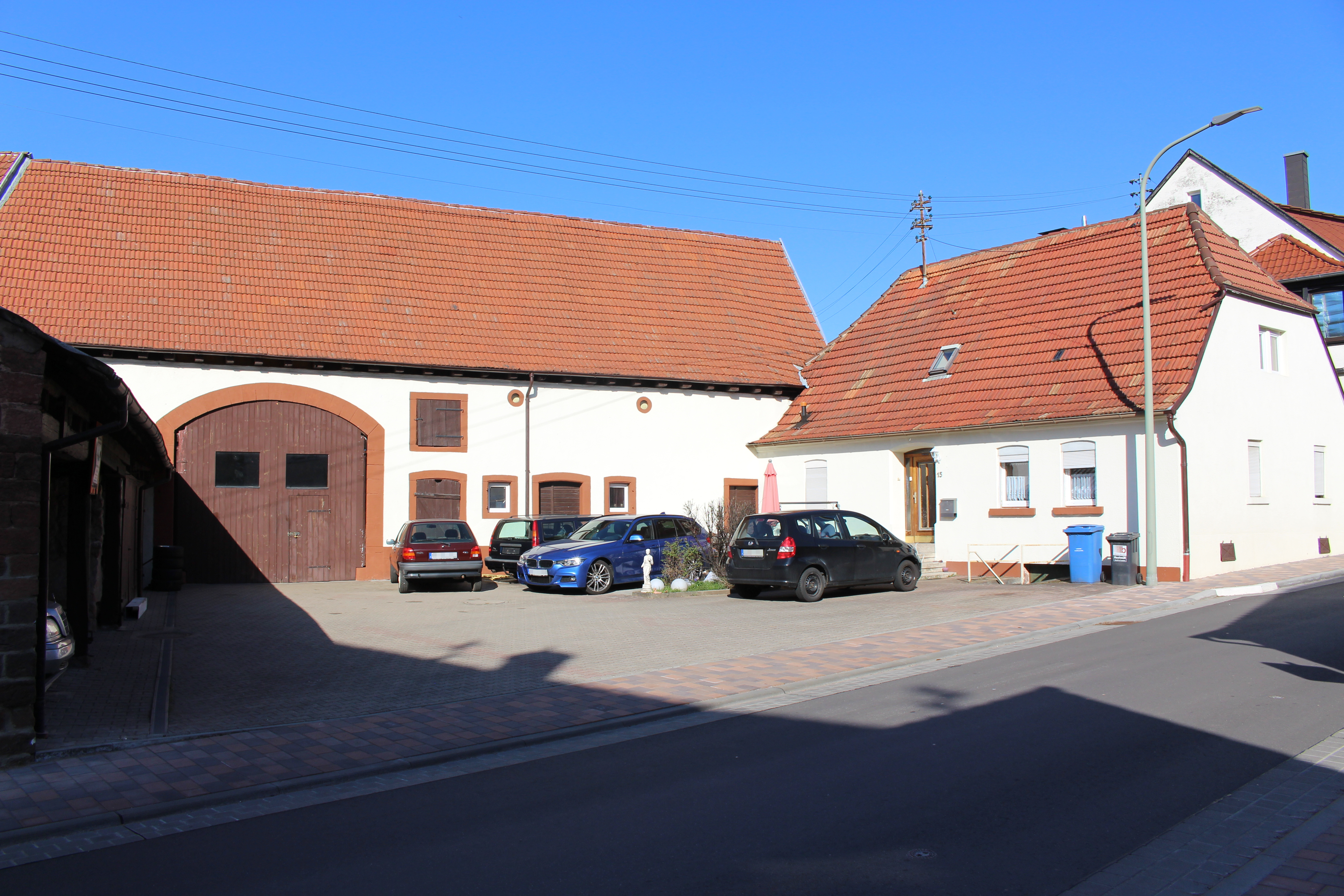
Landesstraße 382 innerhalb von Baalborn

Durch den nordwestlichen Teil der Bebauung verläuft die Landesstraße 401, die in diesem Bereich mit der unter Napoleon angelegten Kaiserstraße identisch ist; nördlich des Siedlungsgebiets kreuzt diese die mitten den Ort führende Landesstraße 382; letztere bindet zusätzlich Baalborn an. Die Kreisstraße 42 führt über den Niedermehlingerhof bis nach Enkenbach. Durch den Westen der Gemarkung verläuft in Nord-Süd-Richtung die Bundesautobahn 63; die Anschlussstelle Sembach liegt teilweise auf dem Gemeindegebiet.

### Tourismus
Durch Mehlingen verläuft der Pfälzer-Land-Radweg. Der mit einem roten Balken markierte Fernwanderweg Donnersberg–Donon streift in einem kleinen Abschnitt den Westen der Gemeindegemarkung. Ein weiterer, der mit einem blau-gelben Balken markiert ist und unter anderem die Verbindung mit Lauterecken und Sankt Germanshof schafft, verläuft im Südwesten des Gemeindegebiets.

## Persönlichkeiten

### Ehrenbürger
- Friedrich Schmitt, ernannt 1965
- Jakob Messing, ernannt 1969
- Karl Ruby, ernannt 1991
- Wilhelm Kafitz, ernannt 2001

### Söhne und Töchter der Gemeinde
- Peter Zängry (1910–2000), Fußballspieler
- Wilhelm Reichert (1926–1982), Maler
- Manfred Gahr (* 1959), Ornithologe und Neurobiologe

### Personen, die vor Ort gewirkt haben
- Wilhelm Schulte I. (1858–1920), Architekt, schuf die 1898 errichtete örtliche katholische Kirche St. Anton
- Julius Kranzbühler (1909–1977), Jurist und Politiker (FDP), starb vor Ort
- Anne Rheinheimer (* 1993), ehemalige Fußballspielerin bei der SpVgg NMB Mehlingen
- Jonas Rapp (* 1994), Radrennfahrer, fuhr von 2010 bis 2015 für den RV Mehlingen
- Luca Jensen (* 1998), Fußballspieler, spielte in seiner Jugend für die SpVgg NMB Mehlingen